# سكيب غروف
سكيب غروف (بالإنجليزية: Skip Groff)‏ هو منتج أسطوانات ودي جيه أمريكي، ولد في 20 نوفمبر 1948 في والثام في الولايات المتحدة، وتوفي في 18 فبراير 2019 في MedStar Montgomery Medical Center ‏ في الولايات المتحدة.

## وصلات خارجية
- سكيب غروف على موقع IMDb (الإنجليزية)
- سكيب غروف على موقع ميوزك برينز (الإنجليزية)
- سكيب غروف على موقع أول ميوزيك (الإنجليزية)
- سكيب غروف على موقع ديسكوغز (الإنجليزية)